# Julius Meldal
Julius Sophus Meldal (født 19. juli 1827 på Langebæk Præstegård ved Kalvehave, død 9. marts 1901 i København) var en dansk viceadmiral og flådeinspektør.
Meldal blev officer 1846, kommandør 1874, kontreadmiral 1885 og året efter viceadmiral samt chef for Søofficerskorpset. Under den første slesvigske krig gjorde han 1849 tjeneste i fregatten Bellona, som blokerede Elben, 1850 i dampskibet Ægir. 1851—54 var Meldal i fransk tjeneste, han hjemkaldtes ved udbruddet af Krim-krigen; sine erindringer fra denne periode har han udgivet i en bog (1883). Under 2. slesvigske krig var han næstkommanderende i korvetten Dagmar, 1867—68 næstkommanderende på Søkadetakademiet. 1874—81 var han adjutant hos Christian IX, derefter jagtkaptajn, men i dette tidsrum jævnlig udkommanderet som skibschef. Som admiral var Meldal oftere chef for de årlig udrustede øvelseseskadrer.